# Albrecht Tyrell
Albrecht Tyrell (* 1. Oktober 1941 in Berlin; † 31. Mai 2017 in Montélimar) war ein deutscher Historiker und Politikwissenschaftler. Bekannt wurde er für seine These, dass Hitler vor seinem Putsch noch kein politisches Leitungsamt anstrebte, sondern seine Laufbahn als Agitator und Propagandist des nationalen Sozialismus begann. Ab Mitte der 1980er-Jahre leitete Tyrell zunächst das Haus Schlesien, später das Oberschlesische Landesmuseum.

## Leben und Werk
Tyrell studierte Geschichte, Politikwissenschaft und Latein an den Universitäten Bonn und München. Er wurde 1972 in Bonn mit einer Arbeit über das sich wandelnde Selbstverständnis des frühen Adolf Hitler zwischen 1919 und 1924 bei Karl-Dietrich Bracher promoviert. Von 1974 bis 1980 arbeitete er als Hilfsreferent im Gesamtdeutschen Institut in Bonn. Hier wirkte er am Editionsprojekt Dokumente zur Deutschlandpolitik mit.
Ab 1980 war Tyrell Wissenschaftlicher Mitarbeiter am Seminar für Politische Wissenschaft der Universität Bonn. Ab 1986 war er Wissenschaftlicher Leiter im Haus Schlesien in Königswinter-Heisterbacherrott. Er betreute dort zunächst die Bibliothek und das Archiv, ab 1989 leitete er auch den Museumsteil. Im Jahr 1999 übernahm er die Direktion der Stiftung Haus Oberschlesien in Ratingen-Hösel. Von 2003 bis 2006 leitete er auch das Oberschlesische Landesmuseum. In seinem Ruhestand engagierte er sich ehrenamtlich wieder im Haus Schlesien, wo er zeitweise die Geschäftsführung übernahm und zuletzt als Erster Vizepräsident wirkte.
In seiner Studie Vom „Trommler“ zum „Führer“ (1975) kam Tyrell zu dem Schluss, dass Hitler erst während seiner Festungshaft in Landsberg zu der Überzeugung gelangt sei, dass er nicht nur der Trommler der Bewegung sein sollte, sondern zu ihrem Führer bestimmt sei. Dazu hätten die große Resonanz seiner Verteidigungsrede vor dem Münchner Volksgericht, das neue Prestige als „Märtyrer“ und die Huldigungen seiner Anhänger beigetragen. Ein bereits begrenzt vorhandener Führerkult unter seinen Anhängern habe die Rolle geformt, die Hitler nun für sich in Anspruch nahm.
Die britischen Deutschlandpläne und die britische Besatzungspolitik nach dem Zweiten Weltkrieg verstand Tyrell nicht nur als Interessenvertretung gegen Deutschland, sondern auch als gegen die Sowjetunion gerichtet und daher zum Kontext der Entstehung des Kalten Krieges gehörend.

## Schriften
- (Hrsg.): Führer befiehl... Selbstzeugnisse aus der ‚Kampfzeit‘ der NSDAP, Dokumentation und Analyse. Droste, Düsseldorf 1969.
- Vom ‚Trommler‘ zum ‚Führer‘. Der Wandel von Hitlers Selbstverständnis zwischen 1919 und 1924 und die Entwicklung der NSDAP. Fink, München 1975. (Digitalisat)
- mit Marie-Luise Goldbach et al. (Bearb.): Bibliographie zur Deutschlandpolitik. 1941–1974. Oldenbourg, München 1975.
- mit Manfred Funke et al.: Bibliographie zur Politik in Theorie und Praxis. Vollst. Neubearbeitung. Droste, Düsseldorf 1982.
- Voraussetzungen und Strukturelemente des nationalsozialistischen Herrschaftssystems. In: Franz Ronneberger u. a.: Politische Herrschaft und politische Ordnung, Mainz 1983, S. 137–204.
- Großbritannien und die Deutschlandplanung der Alliierten 1941–1945. Metzner, Frankfurt a. M. 1987 (= Dokumente zur Deutschlandpolitik, Beihefte Bd. 2).
- mit Peter Mrass: Hochöfen und Häfen. Industriebilder aus Oberschlesien und dem Ruhrgebiet von Wolf Röhricht (1886–1953) : Ausstellung im Oberschlesischen Landesmuseum, Ratingen-Hösel, 5. Dezember 1999 – 30. April 2000. Oberschlesisches Landesmuseum, Ratingen 2000.